# Kashikoi kanojo no oroka na sentaku
Kashikoi kanojo no oroka na sentaku (賢い彼女の愚かな選択?) è il primo e unico mini-album della band visual kei giapponese 【FIGURe;】, pubblicato nel 2005.

## Il disco
L'album è contenuto in una custodia per DVD ed è composto da due dischi: sul primo (in formato CD) sono incisi i brani musicali, e sul secondo (in formato DVD) ci sono dei video.
Delle cinque canzoni presenti nell'EP, quattro erano già state incise su due singoli (le due title track e rispettive b-side), mentre il brano Namo naki boku no, namo naki uta. è presente solo su questa pubblicazione.

## Tracce
Tutti i brani sono testo e musica di Sakito.

Dopo il titolo è indicata fra parentesi "()" la grafia originale del titolo.
1. Kashikoi dorei no oroka na sentaku (賢い奴隷の愚かな選択?) - 2:50
2. Made in kanojo (Made in 彼女?) - 4:33
3. Namo naki boku no, namo naki uta. (名も無き僕の、名も無き唄。?) - 4:25
4. Secret Mama (シークレット・ママ?) - 4:45
5. 3/4×go-round (3/4×go-round?) - 5:02

### DVD
1. Kashikoi dorei no oroka na sentaku (賢い奴隷の愚かな選択?); videoclip - 3:08
2. Riprese off-shot dicembre 2004~giugno 2005 - 2:44

## Singoli
- 26/01/2005 - Kashikoi dorei no oroka na sentaku
- 23/02/2005 - Made in kanojo

## Formazione
- Sakito: voce
- Kikasa: basso